# 欧洲通报

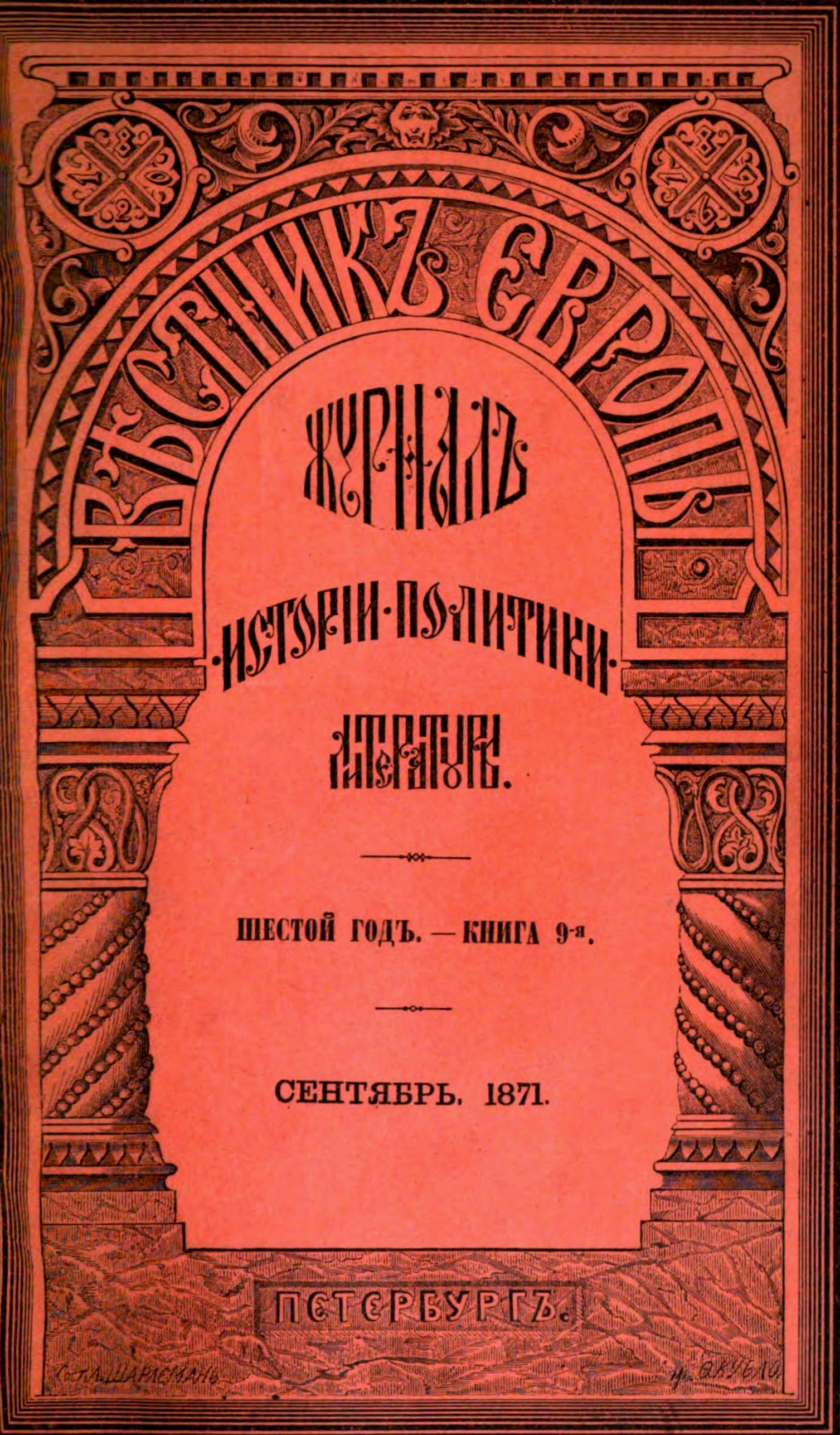
1871年的歐洲通報封面

《欧洲通报》（俄语：Вестник Европы）是19世纪末期俄罗斯主要自由主义杂志，于1866年至1918年出版。

## 历史
该杂志（由尼古拉·卡拉姆津编辑的较早出版物而得名）由前历史教授米哈伊尔·斯塔苏列列维奇创立，他一直担任出版编辑，直到1909年。它的编辑部圣彼得堡文化和政治生活的中心之一。第一期于1866年3月出版；在头两年，欧洲通报主要为历史季刊，从1868年开始，它涵盖了历史、政治和文学，并且每个月都会出版。该期刊始终具有严肃、客观、专业的特征。例如，即使在最激烈的辩论中，它也避免了鼓动性的语言，甚至常常避免称呼对手。该杂志始终支持地方自治局、司法改革和其他措施。1860年代改革期间，经常发表有关国外和俄罗斯历史的文章。
在1870年代和1880年代激烈的意识形态斗争中，该杂志试图走出一条介于温和的改良主义和它一贯反对的革命社会主义之间的道路。经常为经济和政治话题撰文的列昂尼德·柳德维格·斯洛宁斯基撰写了一份定期的《外国调查》，他利用该报告“勾勒出俄罗斯在不远的议会未来中自由主义者和社会主义者之间理想关系的轮廓，其中包括该组织以对社会改革的要求作为其纲领的补充，而另一种则放弃了对革命的呼吁。在1880年代，它“在原则上否认国家社会主义，同时继续以支持国家干预的论点为基础。它被视为保障人民的福利”；还“既否决了土地私有权的绝对化，又否决了将土地国有化的想法。1905年俄国革命之后，其许多成员加入了宪政民主党，从而使该杂志与激进运动之间的距离越来越远。1918年春，该刊物的出版遭到苏联当局的镇压（最后一期是1918年3月）。
多年来的科学家包括科学家克利门特·季米里亚泽夫、伊万·米哈伊洛维奇·谢切诺夫、伊利亞·梅契尼可夫，历史学家谢尔盖·米哈伊洛维奇·索洛维约夫, 康斯坦丁·卡维林及塔德乌什·斯特凡·泽林斯基，文学家亚历山大·尼古拉耶维奇·维斯洛夫斯基、亚历山大·尼古拉耶维奇·皮潘及伊万·谢尔盖耶维奇·屠格涅夫、伊凡·亚历山大罗维奇·冈察洛夫、亚历山大·尼古拉耶维奇·奥斯特洛夫斯基、格里戈里·丹尼列夫斯基及弗拉基米爾·索洛維約夫，经济学家伊拉里昂·伊格纳切维奇·考夫曼等人。